# Sauvain
Sauvain [sovɛ̃] ist ein Dorf und eine Gemeinde mit 373 Einwohnern (Stand 1. Januar 2022) im französischen Département Loire in der Region Auvergne-Rhône-Alpes; die Gemeinde gehört zum Arrondissement Montbrison und zum Kanton Boën-sur-Lignon. Die Bewohner werden Sauvagnards und Sauvagnardes genannt.

## Geographie
Sauvain liegt etwa 20 Kilometer nordwestlich von Montbrison, an der Ostflanke der Bergkette Monts du Forez. Auf dem Gemeindegebiet liegt der Gipfel Pierre-sur-Haute (1631 m), der höchste Punkt des Départements. Hier befindet sich die militärische Funkstation Pierre-sur-Haute.
Nachbargemeinden von Sauvain sind:  
- Chalmazel im Nordwesten und Norden,
- Saint-Georges-en-Couzan im Nordosten,
- Saint-Bonnet-le-Courreau im Südosten und Süden, sowie
- Job im Südwesten.

Job gehört bereits zum benachbarten Département Puy-de-Dôme.
Der Gemeindehauptort liegt im äußersten Osten des Gemeindegebietes. Auf den Anhöhen der Monts du Forez entspringen viele kleine Bäche, die alle vom weiter nördlich verlaufenden Fluss Lignon du Forez gesammelt werden und über die Loire entwässern. 

### Verkehrsanbindung
Sauvain liegt abseits überregionaler Verkehrsverbindungen. Das Gemeindegebiet wird durch die Départementsstraße D 101 mit den nördlichen und östlichen Nachbargemeinden verbunden.

## Bevölkerungsentwicklung
| Jahr                       | 1962 | 1968 | 1975 | 1982 | 1990 | 1999 | 2006 | 2017 |
| Einwohner                  | 615  | 611  | 523  | 507  | 445  | 429  | 413  | 380  |
| Quellen: Cassini und INSEE |      |      |      |      |      |      |      |      |

## Sehenswürdigkeiten

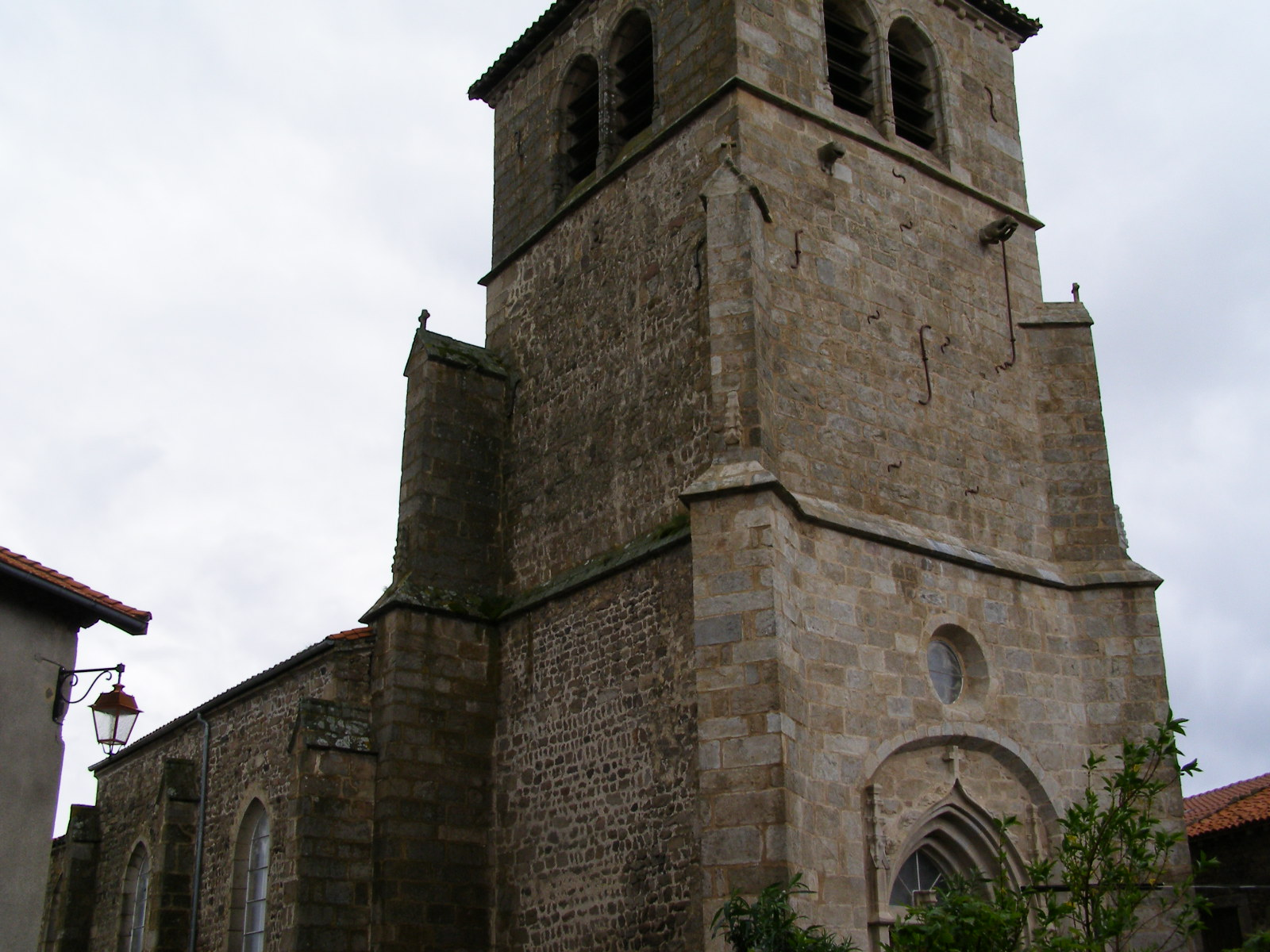
Kirche Notre Dame de la Nativité

- Kirche  Notre Dame de la Nativité aus dem 12. und 13. Jahrhundert, seit 1914 als Monument historique klassifiziert[1]
- Stadttor als Teil der ehemaligen Stadtbefestigung aus dem 14. Jahrhundert, zusammen mit Fassaden und Dächer der angrenzenden Wohnhäuser seit 1939 als Monument historique eingeschrieben[2]